# Tortebesse
Tortebesse é uma comuna francesa na região administrativa de Auvérnia-Ródano-Alpes, no departamento Puy-de-Dôme. Estende-se por uma área de 11,43 km². Em 2010 a comuna tinha 74 habitantes (densidade: 6,5 hab./km²).